# نورمن ریدس
نورمن مارک ریدس (به انگلیسی: Norman Mark Reedus؛ زادهٔ ۶ ژانویهٔ ۱۹۶۹) یک بازیگر آمریکایی است. او که کار خود را به عنوان مدل آغاز کرد، ابتدا به عنوان بازیگر با نقش مورفی مک‌مانوس در فیلم قدیسان بوندوک (۱۹۹۹) به شهرت رسید، که در فیلم قدیسان بوندوک ۲ (۲۰۰۹) نیز این نقش را تکرار کرد. ریدس گذشته از نقش‌های فرعی، گاه به گاه در فیلم‌های با بودجه بیشتر مانند بلید ۲ (۲۰۰۲) و گانگستر آمریکایی (۲۰۰۷) نقش آفرینی می‌کرد. او بیشتر در تولیدات مستقل فیلم بازی می‌کرد تا اینکه برای بازی در نقش دریل دیکسون در سریال درام ترسناک مردگان متحرک (۲۰۱۰–۲۰۲۲) از شبکه ای‌ام‌سی به انتخاب شد. او که به عنوان یکی از محبوب‌ترین شخصیت‌های این سریال شناخته می‌شود، در حال حاضر در نقش دیکسون در سریال اسپین‌آف مردگان متحرک: دریل دیکسون (۲۰۲۳–اکنون) بازی می‌کند.
ریدس همچنین مجری برنامه مسافرتی با نورمن ریدس رانندگی کنید (۲۰۱۶–اکنون) از شبکه ای‌ام‌سی است و در بازی‌های ویدیویی دث استرندینگ (۲۰۱۹) و دث استرندینگ ۲: در ساحل (۲۰۲۵) در نقش شخصیت اصلی داستان، سم پورتر بریجز، بازی کرده‌است.

## اوایل زندگی
ریدس در هالیوود، فلوریدا، از ماریانا، یک معلم، و ایرا نورمن ریدوس متولد شد. مادربزرگ پدری ریدس از نژاد ایتالیایی بود و پدربزرگ پدری او از نژاد انگلیسی- اسکاتلندی و ایرلندی است. او برای یک ترم در کالج بتانی در لیندسبورگ، کانزاس حضور یافت. نورمن ریدس در یک فروشگاه موتور هارلی-دیویدسن در ونیز، کالیفرنیا کار می‌کرد و به عنوان نقاش، عکاس، مجسمه‌ساز و ویدئو آرتیست در کارهای مختلف هنری فعالیت می‌کرد. وی ابتدا در نمایشنامه Maps for Drowners در تئاتر تیفانی در سان‌ست بلوار بازی کرد. او هنگامی که در حال رقص و آواز در یک بار بود، استعدادش کشف شد و فردی از او پرسید که آیا می خوهد در یک نمایش بازی کند یا خیر.

## زندگی شخصی
ریدس از سال ۱۹۹۸ تا ۲۰۰۳ با سوپرمدل هلنا کریستنسن به مدت ۵ سال رابطه داشت. علیرغم برخی گزارش‌ها، این دو هرگز ازدواج نکردند. آنها یک پسر به نام مینگوس لوسین ریدس دارند (متولد ۱۳ اکتبر 1999). آنها دوست ماندند و حضانت مشترک پسرشان را با هم تقسیم کرده‌اند.
در فوریهٔ سال ۲۰۰۵، ریدس در اثر برخورد یک کامیون با ماشینش در آلمان، دچار مصدومیت سر شد. پس از این حادثه، بینی وی با کمک چهار پیچ و چشم چپ وی با حدقه‌ای از جنس تیتانیوم بازسازی شد.
در سال ۲۰۱۵، هنگام فیلمبرداری فیلم اسکای، ریدس با دیانه کروگر آشنا شد؛ این دو نفر اولین بار در ژوئیه ۲۰۱۶ به عنوان یک زوج با هم دیده شدند. در نوامبر ۲۰۱۸، کروگر یک دختر به دنیا آورد که دومین فرزند ریدس محسوب می‌شود.

## فیلم‌شناسی

### فیلم

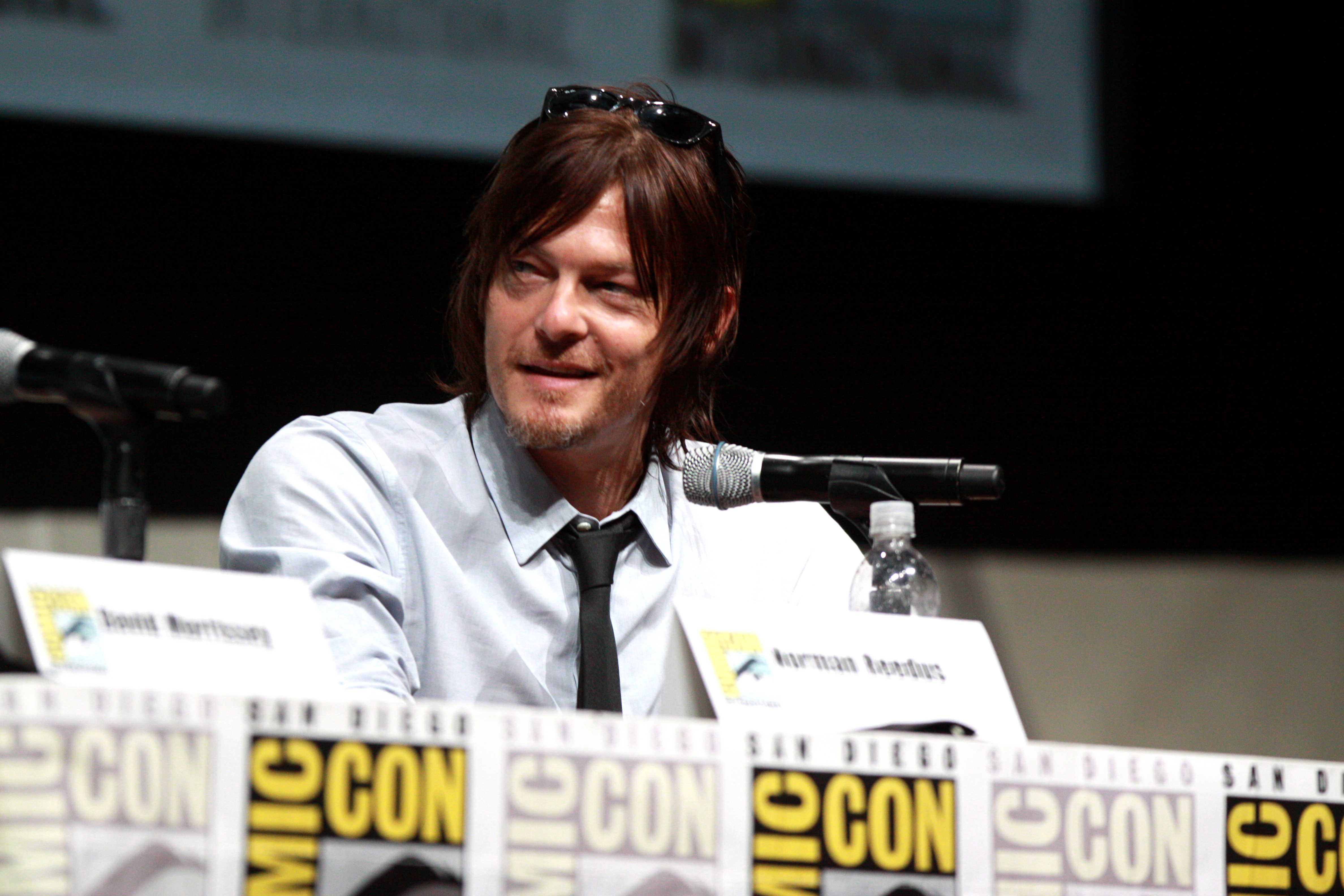
ریدس در کنفرانس بین‌المللی کامیک-کان سن دیگو ۲۰۱۳

| سال  | عنوان                            | نقش                              |
| ---- | -------------------------------- | -------------------------------- |
| ۱۹۹۷ | شناور                            | ون                               |
| ۱۹۹۷ | تقلید                            | جرمی                             |
| ۱۹۹۷ | شش راه برای یکشنبه               | هارولد                           |
| ۱۹۹۸ | دارم از دستت می‌دهم               | توبی                             |
| ۱۹۹۸ | بندر تاریک                       | مرد جوان                         |
| ۱۹۹۸ | دیویس مرده‌است                    | لری                              |
| ۱۹۹۹ | بگذار شیطان سیاه بپوشد           | براتیگان                         |
| ۱۹۹۹ | ۸میلی‌متری                        | وارن اندرسون                     |
| ۱۹۹۹ | قدیسان بوندوک                    | مورفی مک‌مانوس                    |
| ۲۰۰۰ | بیت                              | لوسین کار                        |
| ۲۰۰۰ | سخن‌چینی                          | تراویس                           |
| ۲۰۰۰ | پرستون تایلک                     | جاناتان کیسی                     |
| ۲۰۰۰ | ماسه                             | جک                               |
| ۲۰۰۱ | بیت نیک                          | نیک نرو                          |
| ۲۰۰۲ | لوستر                            | پسر تحویل‌دهنده اسباب‌بازی‌های سکسی |
| ۲۰۰۲ | بلید ۲                           | اسکاد                            |
| ۲۰۰۲ | شیطان وحشی                       | مارکو وندتی                      |
| ۲۰۰۳ | هیچ کس لازم نیست بداند           | کرت                              |
| ۲۰۰۳ | شانس سخت                         | آرچی                             |
| ۲۰۰۳ | اکتان                            | مرد ریکاوری                      |
| ۲۰۰۳ | Overnight                        | خودش                             |
| ۲۰۰۴ | تا شب                            | رابرت                            |
| ۲۰۰۴ | دیوار بزرگ پزشکی بزرگ            | نورمن                            |
| ۲۰۰۵ | بسیار شبیه عشق                   | عشق سابق امیلی در فرودگاه        |
| ۲۰۰۵ | پادتن‌ها                          | اشمیتزِ پلیسیست                   |
| ۲۰۰۵ | بتی پیج بدنام                    | بیلی نیل                         |
| ۲۰۰۶ | دیوارها                          | هری فلش                          |
| ۲۰۰۶ | یک جنایت                         | وینسنت هریس                      |
| ۲۰۰۶ | من به تو فکر کردم                | نامشخص                           |
| ۲۰۰۶ | ملکه قاتل                        | جک‌ تراست                         |
| ۲۰۰۷ | گانگستر آمریکایی                 | کارآگاه نورمن ریلی               |
| ۲۰۰۷ | Moscow Chill                     | ری پرسو                          |
| ۲۰۰۸ | قهرمان تحت تعقیب                 | سویین                            |
| ۲۰۰۸ | با من در برلین ملاقات کن         | آمریکایی                         |
| ۲۰۰۸ | Red Canyon                       | مک                               |
| ۲۰۰۸ | مرده*خط                          | ست                               |
| ۲۰۰۸ | دلقک                             | لوسین                            |
| ۲۰۰۸ | کادیلاک رکوردز                   | مهندس رکوردهای شطرنج             |
| ۲۰۰۸ | پژواک‌های انقراض                  | اریک ریچاردز                     |
| ۲۰۰۸ | روح استایروفوم                   | جو                               |
| ۲۰۰۹ | تعقیب و گریز                     | پسر خطرناک                       |
| ۲۰۰۹ | پیام‌رسانان ۲: مترسک              | جان رولینز                       |
| ۲۰۰۹ | پاندروم                          | شپرد                             |
| ۲۰۰۹ | قدیسان بوندوک ۲                  | مورفی مک‌مانوس                    |
| ۲۰۱۰ | مسکادا                           | دنیس باروز                       |
| ۲۰۱۰ | توطئه‌گر                          | لویس پاول                        |
| ۲۰۱۰ | اولی کلوبلرشتورف در مقابل نازی‌ها | بری                              |
| ۲۰۱۰ | 8 Uhr 28                         | Stranger                         |
| ۲۰۱۱ | سلام هرمان                       | لاکس مورالس                      |
| ۲۰۱۲ | شب تمپلار                        | هنری فلش                         |
| ۲۰۱۳ | Iron Man: Rise of Technovore     | فرانک کسل / پانیشر (صداپیشه)     |
| ۲۰۱۳ | فرزند آفتاب                      | جاستین                           |
| ۲۰۱۳ | ماجراهای دکه سمساری              | استنلی                           |
| ۲۰۱۴ | استرچ                            | خودش                             |
| ۲۰۱۵ | تعطیلات                          | راننده کامیون                    |
| ۲۰۱۵ | هوا                              | بائر                             |
| ۲۰۱۵ | آسمان                            | دیگو                             |
| ۲۰۱۶ | تریپل ناین                       | راسل ولش                         |
| ۲۰۱۷ | Alien Invasion: S.U.M.1          | K.E.R.4 (صداپیشه)                |
| ۲۰۲۳ | موتورسواران                      | فانی سانی                        |
| ۲۰۲۵ | بالرین                           | دنیل پین                         |

### مجموعه تلویزیون
| سال         | عنوان                           | نقش                       |
| ----------- | ------------------------------- | ------------------------- |
| ۲۰۰۳        | افسون‌شده                        | Nate Parks                |
| ۲۰۰۵        | اساتید وحشت                     | Kirby                     |
| ۲۰۰۶        | نظم و قانون: واحد قربانیان ویژه | درک لرد                   |
| ۲۰۰۶        | 13 Graves                       | Norman                    |
| ۲۰۰۹        | The Chase                       | Dangerous Guy 1           |
| ۲۰۱۰        | هاوایی فایو-زیرو                | Anton Hesse               |
| ۲۰۱۰–۲۰۲۲   | مردگان متحرک                    | دریل دیکسون               |
| ۲۰۱۶        | بابای آمریکایی!                 | Tim (صداپیشه)             |
| ۲۰۱۶        | توربو فست                       | Wild Pete (صداپیشه)       |
| ۲۰۱۶        | Voltron: Legendary Defender     | Rolo (صداپیشه)            |
| ۲۰۱۶–تاکنون | Ride with Norman Reedus         | Himself (host)            |
| ۲۰۱۷        | مرغ ربات                        | Daryl Dixon (صداپیشه)     |
| ۲۰۱۸        | Ballmastrz: 9009                | Bacchus LaBrute (صداپیشه) |
| ۲۰۲۳–اکنون  | مردگان متحرک: دریل دیکسون       | دریل دیکسون               |

### بازی‌های ویدئویی
| سال  | عنوان                   | صداپیشه        | یادداشت                     |
| ---- | ----------------------- | -------------- | --------------------------- |
| ۲۰۱۳ | مردگان متحرک: غریزه بقا | دریل دیکسون    | بر اساس یک مجموعه تلویزیونی |
| ۲۰۱۴ | پی.تی.                  | قهرمان اصلی    | ضبط حرکت                    |
| ۲۰۱۹ | دث استرندینگ            | سم پورتر بریجز | ضبط حرکت                    |
| ۲۰۲۰ | فورتنایت بتل رویال      | دریل دیکسون    |                             |
| ۲۰۲۵ | دث استرندینگ ۲: در ساحل | سم پورتر بریجز | ضبط حرکت                    |